# Дорз (фильм)
«Дорз» (англ. The Doors) — американский художественный фильм режиссёра Оливера Стоуна о Джиме Моррисоне и американской рок-группе The Doors, вышедший в 1991 году. Основан на реальных событиях.
Фильм фокусируется на Моррисоне, представляя его идолом рок-н-ролла 1960-х, контркультурщиком, употребляющим наркотики и имеющим беспорядочные сексуальные связи хиппи. Тэглайн фильма — «Главная история наркотиков, секса и рок-н-ролла» (англ. The Ultimate Story of Drugs, Sex and Rock'N'Roll).

## Сюжет
Фильм представляет собой набор эпизодов из биографии Джима Моррисона. Среди них: детское воспоминания Джима, когда он видит, как старый индеец умирает на обочине (со ссылкой на строчку англ. «Indians scattered on dawn's highway bleeding, Ghosts crowd the young child's fragile eggshell mind» из песни The Doors «Peace Frog»); прибытие Моррисона в Калифорнию; знакомство с его подругой Памелой Курсон; его первые встречи с Рэем Манзареком; создание The Doors вместе с Манзареком, Робби Кригером и Джоном Денсмором; выступления группы; знакомство с будущей женой Патрицией Кеннели.

## Подготовка к съёмкам
Биография Джима Моррисона идеально ложилась на несложный голливудский сценарий. Хотя продюсер Саша Харари купил права на экранизацию книги Хопкинса — Шугермана «Никто не выйдет отсюда живым» ещё в 1981 году, чтобы выпустить фильм, ему понадобилось несколько лет. Сняться в роли Моррисона хотели такие актеры, как Джон Траволта, Ричард Гир и Чарли Шин. Среди режиссёров, проявивших интерес к проекту, были Брайан Де Пальма, Мартин Скорсезе, Рон Ховард и Фрэнсис Форд Коппола.
Харари связался с бывшим продюсером The Doors Полом Ротшильдом и предложил ему стать продюсером будущего фильма. Он понимал, что участие в работе Ротшильда и оставшихся трех членов группы имеет решающее значение для успеха фильма. Однако сами The Doors не были уверены, что Харари способен справиться с темой.
Ротшильд вспоминал:

«Однажды мне позвонил Рэй Манзарек и сказал: „К тебе должен прийти один парень с деловым предложением. Не давай ему ни одного шанса. Укажи ему на дверь“. Так я и сделал. Но Саша все ходил и ходил ко мне, и вот через несколько месяцев я позвонил Рэю и сказал: „Слушай, этот парень искренне увлечён своей идеей. Он страстно верит в неё. Давай дадим ему возможность реализовать свой проект и посмотрим, что из этого получится“. Так мы и сделали».

Манзарек и Джерри Хопкинс занялись сценарием, но возникли серьёзные трудности с правами на имущество Джима, а также на использование его произведений. Обладатели прав — семейства Моррисонов и Курсонов — отказались от сотрудничества с любой студией. Два варианта сценария были отвергнуты, а работа над третьим затянулась на долгие месяцы. Но Харари со своим помощником Брайаном Глейзером сумели привлечь к работе над фильмом уже известного к тому времени режиссёра Оливера Стоуна, обладателя двух «Оскаров» за фильмы «Взвод» и «Рождённый четвёртого июля». Стоун вел переговоры относительно своего участия в работе ещё с 1986, и в 1989 он подключился к проекту первоначально как соавтор сценария. К этому времени наследники Джима наконец согласились на использование его музыки и стихов в фильме — в обмен на оставшуюся в тайне сумму денег и обязательство не упоминать в сценарии других членов семьи Моррисона. Курсоны, в свою очередь, предъявили два требования: не выставлять Памелу Курсон в невыгодном свете в связи с обстоятельствами смерти Джима, а также не брать за основу сценария книгу Джерри Хопкинса и Дэнни Шугермана «Никто не выйдет отсюда живым», которую родственники Памелы охарактеризовали словами «отвратительная, ничтожная спекуляция».
Стоун уделял огромное внимание каждой мелочи. Например, ради нескольких секунд экранного времени домам на бульваре Сансет вернули облик, который был у них в 1967 г. На конвертах, попадавших в кадр в нескольких сценах, были написаны правильные адреса. В поисках материала агенты Стоуна исколесили Лос-Анджелес и Париж, а многие участники тех событий согласились сняться в массовке и эпизодах.
Килмер, по заявлению Стоуна, — второй кандидат на роль, первым был британский рок-певец Иан Эстбери (англ. Ian Astbury). Маклахлен, давний фанат Doors, заявлял, что хочет сыграть Моррисона, но согласился на роль Манзарека, после того как был выбран Килмер.
Кригер, Денсмор и Кеннели были техническими советниками фильма. Участники группы остались недовольны конечным вариантом фильма, критикуя Стоуна за изображение Моррисона неконтролируемым социопатом и отрицая это. В интервью журналу Classic Rock в 2015 году Кригер охарактеризовал картину «хорошим рок-н-ролльным фильмом» с «очень глупым сценарием». По его словам, Стоун хотел снять фильм об измученном человеке и изобразил много мучений и много алкоголизма, но не того человека, который был на самом деле.

## Факты
- В фильме содержится более двадцати песен The Doors; вокал Килмера непосредственно наложен на оригинальные записи группы. Он так точно изображал Моррисона, что даже бывшие члены группы иногда не могли отличить его исполнение от оригинальной записи.
- В реальности Джим встретил Памелу Курсон в «London Fog», когда там играли The Doors, а не на улице, как показано в фильме.
- Когда в фильме Моррисона просят изменить непристойный текст в песне «Light My Fire» для выступления на «Шоу Эда Салливана», он явно игнорирует просьбу из-за бунтарства. Однако сам Моррисон упорно настаивал, что это произошло случайно и что на самом деле он честно собирался изменить текст. Но предстоящее появление в прямом телевизионном эфире настолько взволновало его, что во время исполнения песни он забыл об этой просьбе и спел оговоренную строку в первозданном виде, вызвав недовольство у создателей шоу.
- Реклама на телевидении с песней «Light My Fire» в действительности не выходила, поскольку Моррисон не дал компании «Buick» согласия на использование этой песни.

## В ролях
- Вэл Килмер — Джим Моррисон
- Мег Райан — Памела Курсон
- Кевин Диллон — Джон Денсмор
- Кайл Маклахлен — Рей Манзарек
- Фрэнк Уэйли — Робби Кригер
- Кэтлин Куинлан — Патрисия Кеннели
- Майкл Мэдсен — Том Бэйкер
- Криспин Гловер — Энди Уорхол
- Билли Айдол — Кэт
- Келли Ху — Дороти
- Фил Фондакаро — человек на дне рождения (в титрах не указан)

## Награды
- Участник конкурса Московского международного кинофестиваля (1991).
- Номинация на премию MTV Movie Awards (1992) в категории «Лучший актёр» (Вэл Килмер).